# 蠡湖街道
蠡湖街道，是中华人民共和国江苏省无锡市滨湖区下辖的一个乡镇级行政单位。

## 行政区划
蠡湖街道下辖以下地区：
震泽社区、山明社区、景丽东苑社区、蠡湖社区、蠡园社区、长桥社区、夏家边社区、中南社区、陈庄社区和美湖社区。